# أنتوني سيبريانو
أنتوني سيبريانو (بالإنجليزية: Anthony Cipriano)‏ هو كاتب سيناريو أمريكي، ولد في 1 أغسطس 1975 في بروفيدنس في الولايات المتحدة.

## وصلات خارجية
- أنتوني سيبريانو على موقع IMDb (الإنجليزية)
- أنتوني سيبريانو على موقع قاعدة بيانات الفيلم (الإنجليزية)
- أنتوني سيبريانو على موقع كينوبويسك (الروسية)